# Gundula Janowitz
Gundula Janowitz, född 2 augusti 1937 i Berlin, är en tysk sopran känd för sina Mozart- och Richard Strauss-tolkningar, samt även lyriska Richard Wagner-roller. Hon var chef för operan i Graz 1990-91.